# Дан реформације
Дан реформације - празник који славе хришћанске цркве (посебно лутеранске и реформисане) 31. октобра  у знак сјећања на предвечерје Дана Свих светих 1517. године, када је Мартин Лутер послао својих чувених 95 теза локалним бискупима да се супротставе индулгенцији и приковао их за црквена врата у Витенбергу – догађај који се сматра званичним (формалним) почетком реформације у Европи.
Већ у 16. вијеку се дјелимично славио Дан реформације. У почетку су коришћени датуми 10. новембар или 18. фебруар (Дан рођења и смрти Лутера); осим тога, дан Аугсбуршке исповести ( 25. јун ) је био празник. Електор Саксоније Јохан Џорџ Други 1667. године прогласио је 31. октобар празником. Овај датум је постигао признање у већини евангелистичких земаља.
У Лутеранској цркви Дан реформације се обиљежава сваке године. Литургијска боја је црвена, симболизујући крв мученика свете хришћанске вјере.
Овај празник се јавља у њемачким покрајинама Бранденбург, Бремен, Хамбург, Мекленбург-Западна Померанија, Доња Саксонија, Саксонија, Саксонија-Анхалт, Тирингија и Шлезвиг-Холштајн, као и у Словенији и Чилеу . Од 1949-1967. године био је државни празник ДДР-а .
У 2017. години, поводом 500 година од објављивања 95 теза Мартина Лутера, 31. октобар је проглашен државним празником у свим њемачким покрајинама. 
За вријеме празничних богослужења се шита Пс. 45, Дејан. 19:23‐34.
За Дан реформације у Саксонији, Саксонији-Анхалту и Тирингији традиционално се пеку реформаторски хљеб и слатке реформаторске лепиње које подсјећају на Лутерову ружу  .